# Новые Морены
Новые Морены (рум. Morenii Noi, Морений-Ной) — село в Унгенском районе Молдавии. Является административным центром коммуны Новые Морены, включающей также село Шишковец.

## География
Село расположено на высоте 133 метров над уровнем моря.

## Население
По данным переписи населения 2004 года, в селе Морений-Ной проживает 1144 человека (539 мужчин, 605 женщин).
Этнический состав села:
| Национальность | Число жителей | Процентный состав |
| -------------- | ------------- | ----------------- |
| украинцы       | 730           | 63.81             |
| молдаване      | 389           | 34.0              |
| русские        | 21            | 1.84              |
| евреи          | 1             | 0.09              |
| прочие         | 3             | 0.26              |
| Всего          | 1144          | 100%              |